# Erzgebirgskamm bei Satzung
Erzgebirgskamm bei Satzung este o arie protejată (arie de protecție specială avifaunistică — SPA) din Germania întinsă pe o suprafață de 4.752 ha, integral pe uscat.

## Localizare
Centrul sitului Erzgebirgskamm bei Satzung este situat la coordonatele 50°35′45″N 13°16′16″E / 50.5958°N 13.2711°E.

## Înființare
Situl Erzgebirgskamm bei Satzung a fost declarat arie de protecție specială avifaunistică în noiembrie 2006 pentru a proteja 26 de specii de animale.

## Biodiversitate
Situată în ecoregiunea continentală, aria protejată nu include niciun habitat protejat.
La baza desemnării sitului se află mai multe specii protejate de  păsări (26): minunița (Aegolius funereus), pescăruș albastru (Alcedo atthis), rață mică (Anas crecca crecca), Anas platyrhynchos platyrhynchos, Ardea cinerea cinerea, buha (Bubo bubo), barză albă (Ciconia ciconia ciconia), barză neagră (Ciconia nigra), cristeiul de câmp (Crex crex), ciocănitoare neagră (Dryocopus martius), șoimul rândunelelor (Falco subbuteo), muscar (Ficedula parva), becațină comună (Gallinago gallinago), ciuvică (Glaucidium passerinum), capîntortură (Jynx torquilla), sfrâncioc roșiatic (Lanius collurio), sfrâncioc mare (Lanius excubitor excubitor), ciocârlie de pădure (Lullula arborea), gaia roșie (Milvus milvus), viespar (Pernis apivorus), ciocănitoare verzuie (Picus canus), ploier auriu (Pluvialis apricaria), mărăcinar (Saxicola rubetra), cocoșul de mesteacăn (Tetrao tetrix tetrix), mierlă gulerată (Turdus torquatus), nagâț (Vanellus vanellus).